# La Virgen con el Niño, san Felipe y san Francisco
La Virgen con el Niño, san Felipe y san Francisco es un cuadro del artista español Francisco Rizi, pintado al óleo sobre lienzo, firmado y fechado en 1650, y conservado en el convento del Santísimo Cristo de El Pardo, o convento de Nuestra Señora de los Ángeles, en  El Pardo (Madrid). 

## Historia
La obra, de grandes dimensiones (5,70 x 3,20 m), fue encargada al pintor por los padres capuchinos del convento de El Pardo para servir de retablo mayor de su iglesia. El cuadro mantiene actualmente la misma función y emplazamiento.

## Análisis de la obra
La obra representa una aparición de la Virgen María con el Niño a san Felipe (patrón del rey Felipe III de España, fundador del convento de El Pardo) y a san Francisco de Asís (santo titular de Orden de los Hermanos Menores Capuchinos).
El cuadro es la primera obra maestra del pintor y ya es representativa del que sería desde entonces su estilo personal. A primera vista puede sorprender una composición tan simétrica y frontal en un autor siempre asociado al barroco más dinámico y vibrante. Sin embargo, no fue la única vez durante su carrera en que Rizi recurrió a soluciones compositivas de este tipo, bien por la influencia que pudo dejar en él su maestro Vicente Carducho o bien como imposición de los comitentes, que en ocasiones ya tenían pensado cómo deseaban que fuera una obra y señalaban a los artistas el prototipo que querían reproducir. En este caso la composición se basa en modelos italianos y fue utilizada también por artistas como el pintor flamenco Denys Calvaert, uno de cuyos dibujos, conservado en el Museo del Prado, muestra una composición muy similar.
En cualquier caso, la simetría y el rigor del cuadro pueden ser engañosos: bajo esa apariencia se esconde una obra plenamente barroca que muestra la influencia de las escenografías teatrales de la época, a las cuales el propio Rizi también se dedicaba, ya que diseñaba escenografías para el Coliseo del palacio real del Buen Retiro. El historiador del arte Jonathan Brown, que ha calificado esta obra como «el primer retablo del barroco pleno pintado en España», ha comparado el marco con guirlandas que rodea la obra con el arco de un proscenio ilusionista que convierte en un decorado teatral el fondo arquitectónico y el jardín, mostrado con las profundas perspectivas de los escenarios de entonces. Esta perspectiva se ve incrementada por la colocación de los dos santos delante del arco, ya que de ese modo se crean varios planos escalonados que generan una impresión de profundidad y acentúan el efecto escenográfico.
Así mismo, la disposición simétrica y paralela de las figuras no es incompatible con una tendencia nueva a la representación del movimiento y la vivacidad, al colorismo y a la búsqueda del efectismo y la espectacularidad. La obra está ejecutada con una gran libertad de pincel, que en los años venideros será una característica constante de Rizi. También sus ángeles son ya prototípicos de los que usará a lo largo de su carrera. El intenso azul del celaje del fondo, contra el que se recortan parcialmente las figuras de los santos y al que se superpone la luz dorada que envuelve la aparición mariana, produce un efecto de gran belleza.

## Dibujos preparatorios
Un comentario del pintor y tratadista Antonio Palomino sobre Francisco Rizi dio lugar a la idea, mantenida mucho tiempo, de que era un artista algo descuidado y precipitado, que abordaba sus obras sin demasiada preparación. La realidad parece haber sido distinta. Varios de sus dibujos, entre los relativamente escasos que se han conservado, están relacionados con la preparación de sus lienzos. En el caso de La Virgen con el Niño, san Felipe y san Francisco, han llegado hasta nuestros días dos dibujos preparatorios que ilustran el proceso creativo del artista. Uno de ellos, que debe interpretarse como el primero cronológicamente hablando, se conserva en el Gabinete de dibujos y grabados de la Galería Uffizi (Florencia). El segundo, más elaborado, es parte de las colecciones del Instituto Valencia de Don Juan (Madrid).

El dibujo de la Galería Uffizi debió ser el primero en ser realizado. Rizi cuadriculó la hoja para dibujar sobre el eje central a la Virgen con el Niño y a su acompañamiento celestial. Luego, de forma simétrica con relación al eje central, dibujó a los dos santos. Todo ello rodeado por el falso retablo en forma de arco con guirnaldas que confiere a la composición su aire de apoteosis escénica. No obstante, debió ocurrir algo que hizo desear al autor una modificación en las figuras de los santos. Por ello los dibujó aparte, recortó sus figuras y las pegó al papel. No debió quedar satisfecho con el resultado y no siguió adelante, dejándolo inconcluso.
Ese debió ser el origen del segundo dibujo, el conservado en el Instituto Valencia de Don Juan. El pintor comenzó uno nuevo, que por sus dimensiones y por el grado de acabado de las figuras debió de ser el modelo final que Rizi presentó a los padres capuchinos para su aprobación. Este dibujo ilustra el desarrollo de algunas ideas del autor durante el proceso de creación, pues presenta diferencias tanto con el primer dibujo como con la obra final. Comparado con el primer dibujo, el segundo presenta una composición más clara al ajustar la ubicación de los santos con relación al grupo central y al suprimir algunos de los ángeles situados junto al globo terráqueo. El acabado resulta más cuidado y las figuras poseen una mayor densidad volumétrica gracias a unas aguadas más marcadas y a unas formas más definidas con la ayuda de la pluma.
Con respecto a la pintura original también hay diferencias, como puede verse en los ángeles del arco, que portan flores en vez de incensarios, o en la desaparición de las coronas y del cetro de las figuras de la Virgen y el Niño, que son transferidas a ángeles que los portan sobre ellos.